# Yurga
Yurgá (en ruso: Юрга́) es una ciudad ubicada en el óblast de Kémerovo, Rusia, a la orilla del curso medio bajo del río Tom —un afluente del río Obi por su margen derecha. En el año 2010 tenía una población de 81 500 habitantes.

## Historia

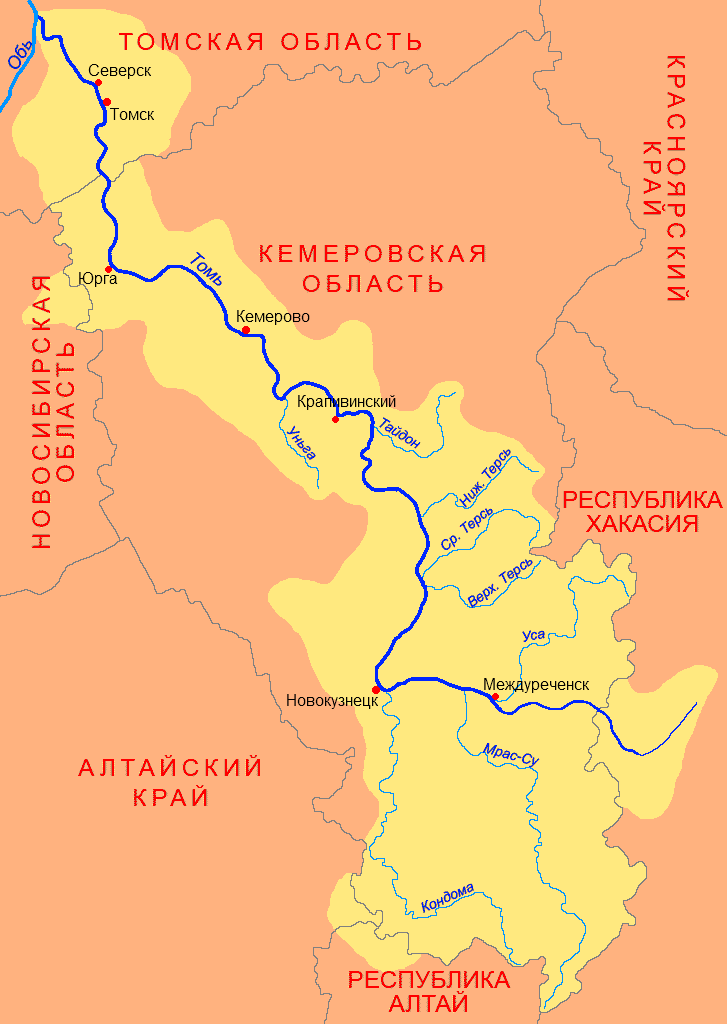
Mapa en ruso del río Tom (Томь) —afluente del Obi— en el que aparece en su curso medio-alto Yurgá (Юрга́)

Se fundó en 1886, obtuvo el estatus o categoría de asentamiento urbano en 1942, y el de ciudad en 1949.